# 1010
Anul 1010 (MX) a fost un an obișnuit al calendarului iulian.

## Evenimente

### Africa
- Fluviul Nil din Egipt îngheață.

### Asia

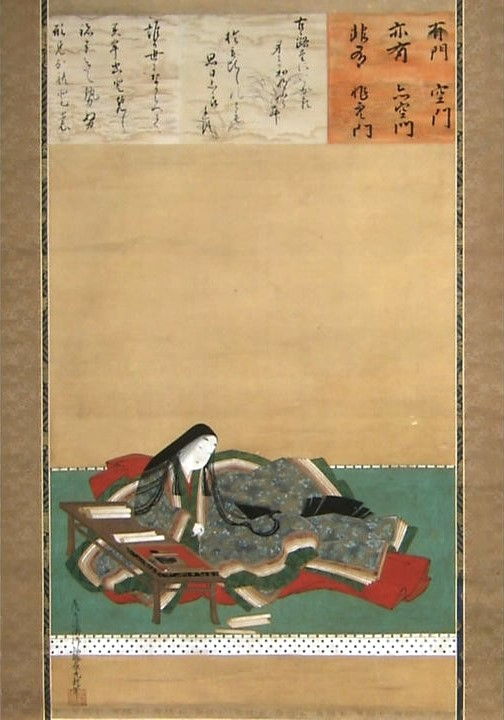
Scriitoarea japoneza Murasaki Shikibu scrie "Povestea lui Genji"

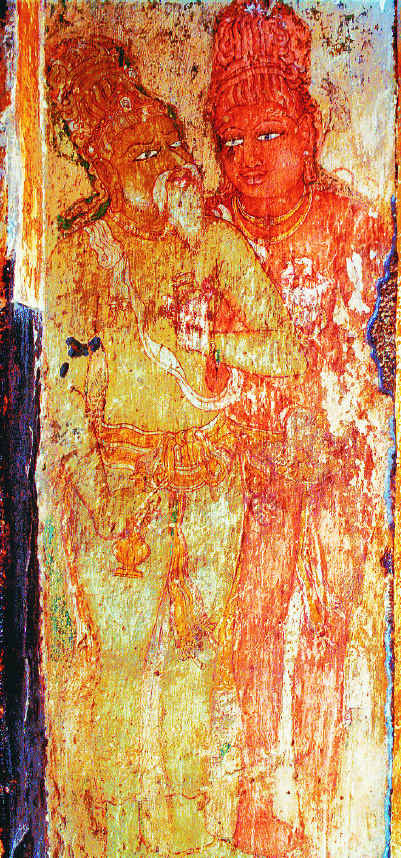
Fresca cu Rajaraja I si invatatorul sau

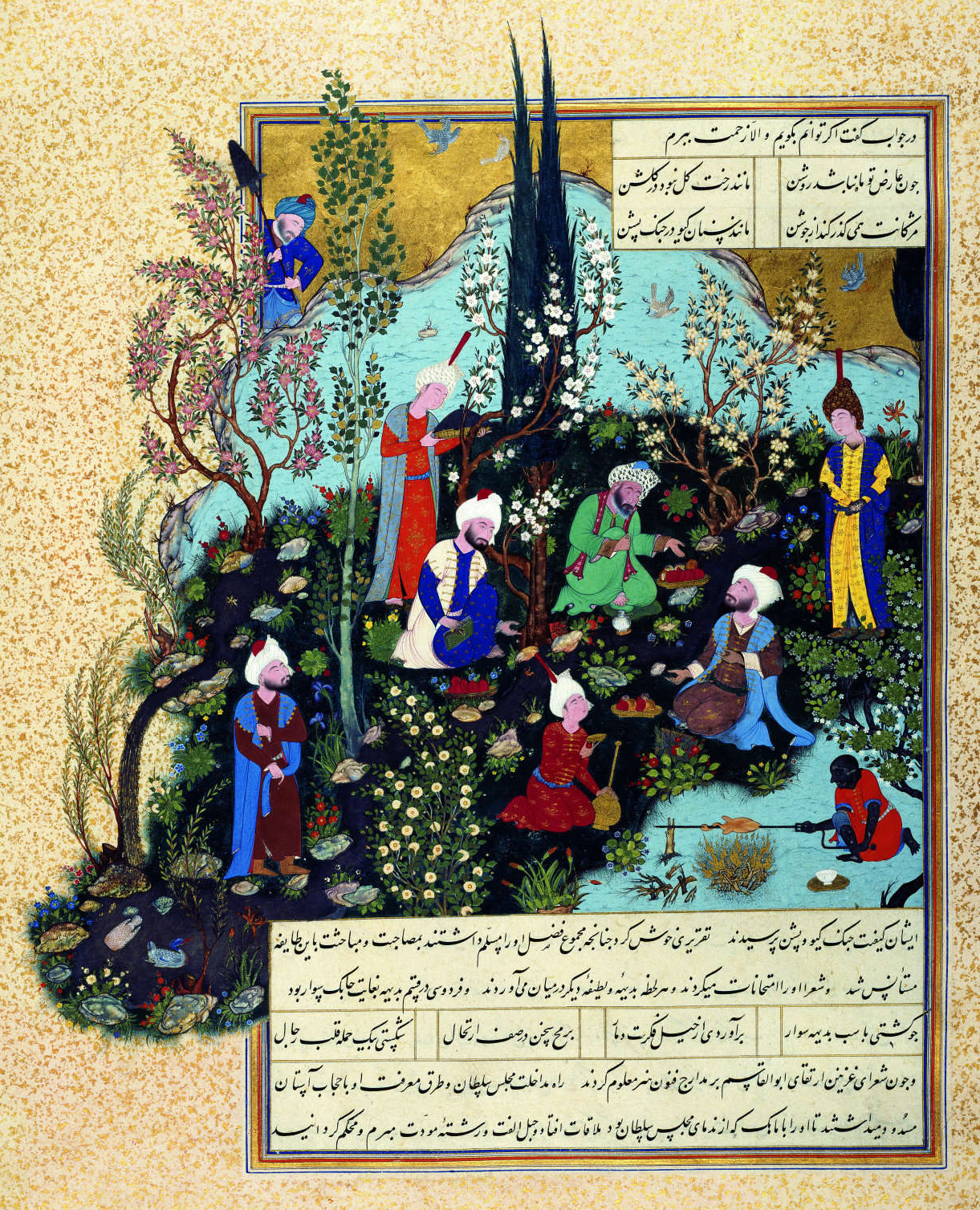
Poetul persan Ferdowsi publica Cartea Regilor

- 8 martie: Poetul persan Firdousi termină de scris Shahnameh (Cartea Regilor), care va fi considerat epopeea națională a culturii iraniene.

### Nedatate
- Al doilea conflict în războiul Goryeo-Khitan: regele Goryeo este destituit într-o revoltă, rezultând  o invazie a dinastiei Liao și arderea capitalei coreene Gaegyeong.
- Construcția Templului Brihadisvara la Tamil Nadu (India modernă) este finalizată în timpul dinastiei Chola.
- Dinastia Lý este înființată în Vietnam (sau 1009) și mută capitala în Thăng Long (Hanoi modern).
- În dinastia Chola, primele voturi sunt sărbătorite prin adăugarea unui buletin de vot într-o urnă.
- Murasaki scrie Povestea lui Genji.
- Rajaraja I și Învățătorul Său, detaliul unei picturi de perete din Templul Brihadisvara este realizat în timpul dinastiei Chola, perioada medievală timpurie.
- Song Zhun din China dinastiei Song completează opera geografului anterior Lu Duosun, un atlas enorm al Chinei, care este scris și ilustrat în 1.556 de capitole, care arată hărțile fiecărei regiuni, oraș, oraș și sat (atlasul a durat 39 de ani pentru a fi finalizat ).

### America

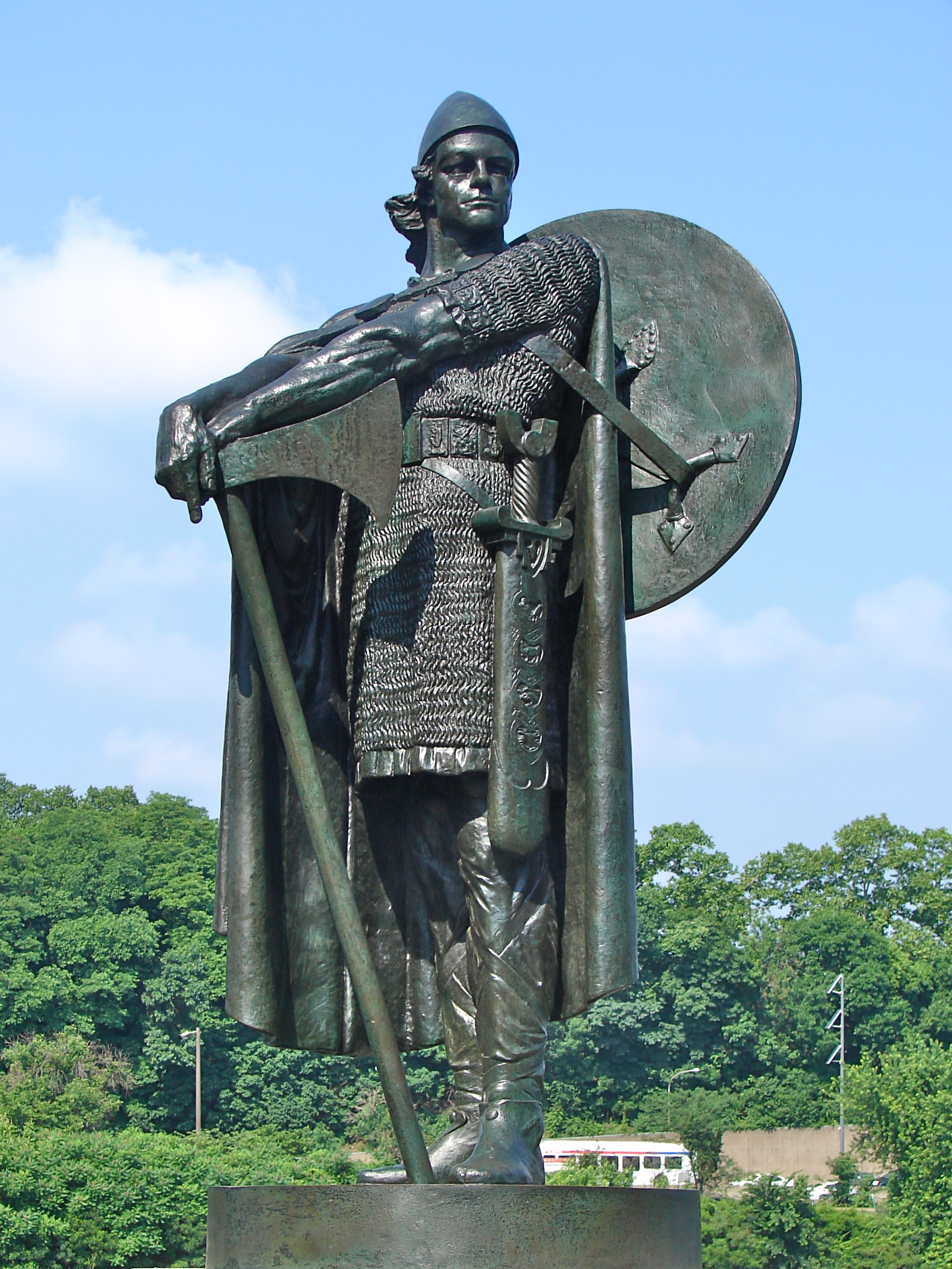
Thorfinn Karlsefni - fondatorul primei asezari europene din America de Nord

- Exploratorul viking Thorfinn Karlsefni încearcă să întemeieze o așezare în America de Nord   .

### Europa

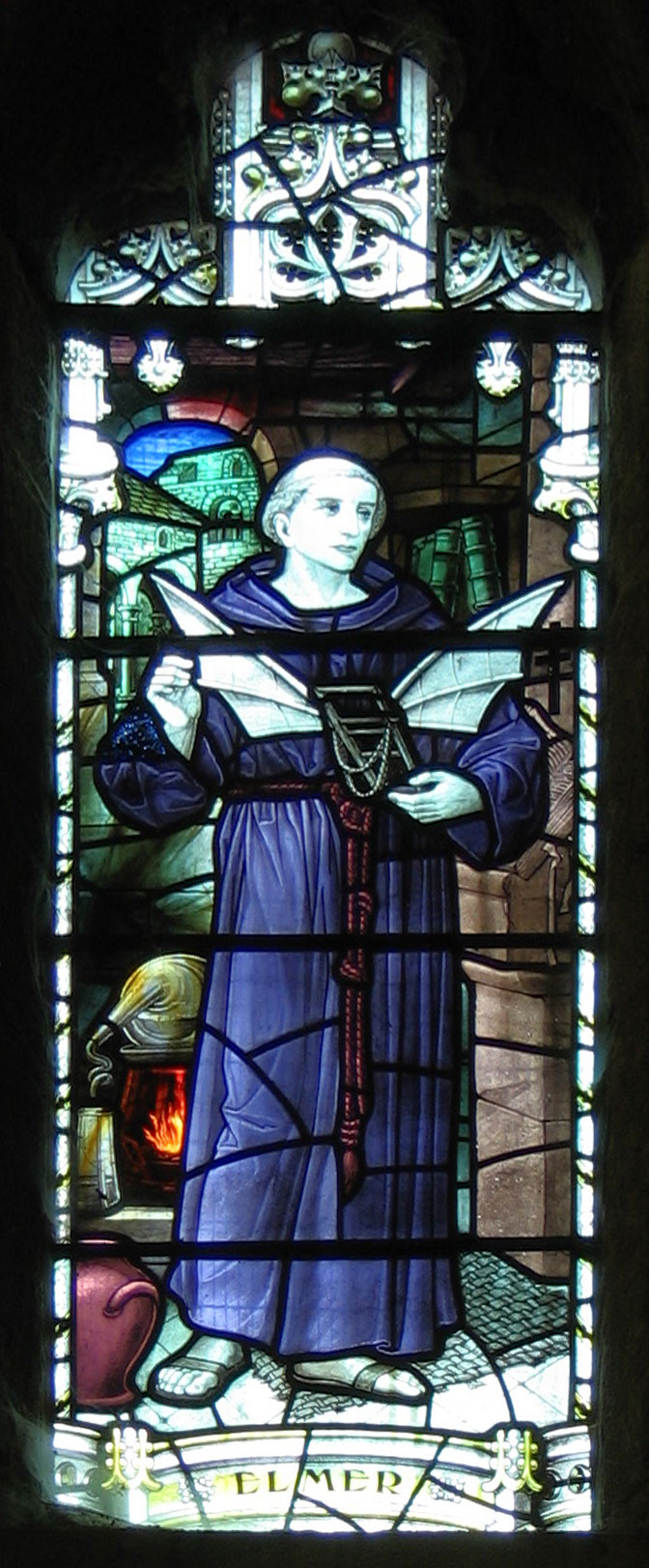
Eilmer de Malmesbury reprezentat cu un planor

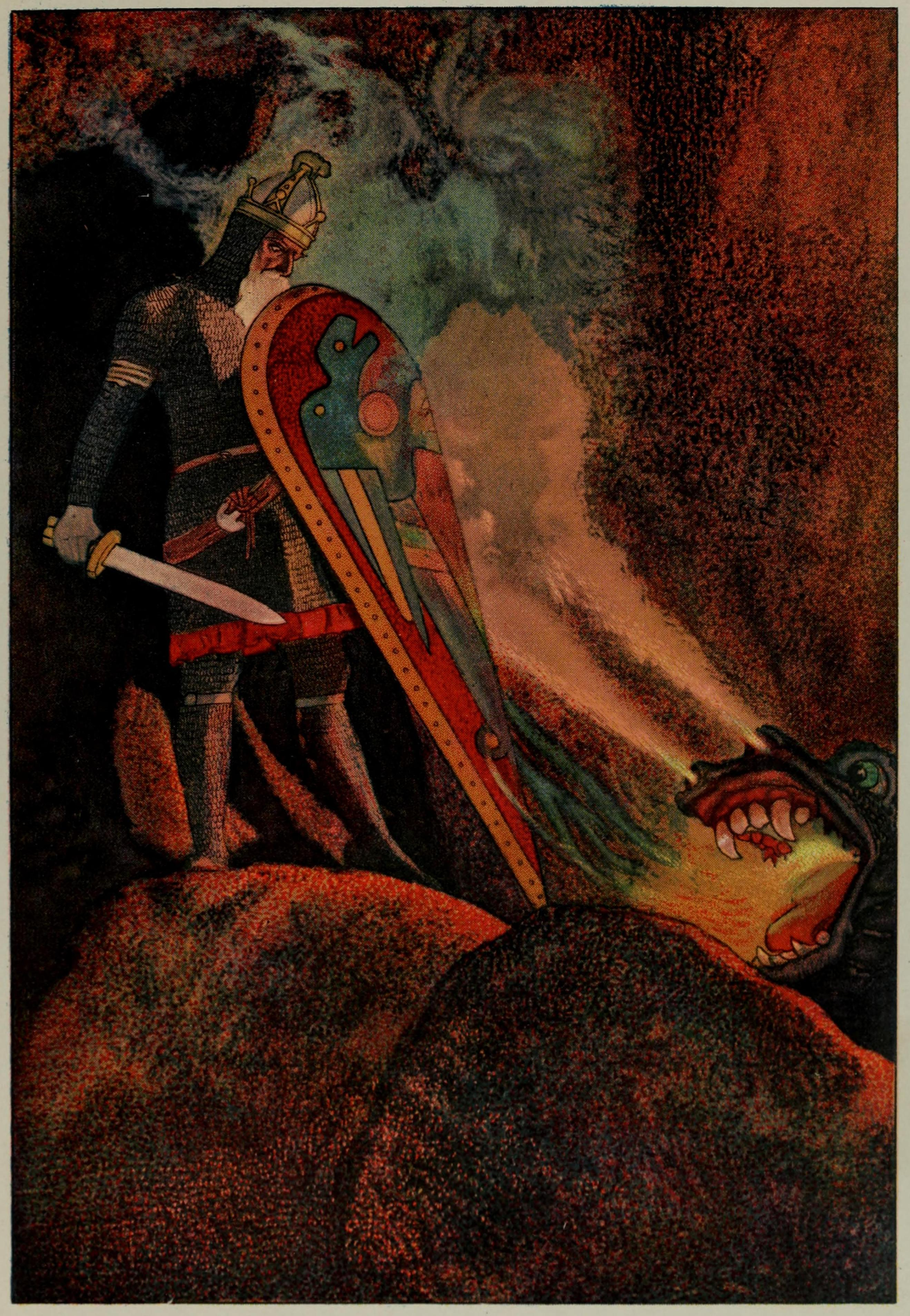
O secventa cu "Beowulf luptandu-se cu dragonul"

- 2 iunie: Bătălia de la Aqbat al-Bakr. Are loc în contextul Fitna din al-Andalus, rezultând o înfrângere pentru califatul din Córdoba.

### Nedatate
- Aliatul rebelilor musulmani, Ramon Borrell, contele de Barcelona, a prădat Córdoba.
- Eilmer din Malmesbury încearcă să zboare într-un planor.
- din Córdoba, succedând lui Muhammad II al-Mahdi.
- Hisham al II-lea Nephastul este restaurat ca calif omeyy al califatului
- Orașul rus Yaroslavl este fondat ca un avanpost al principatului Rostov Veliky.
- Poemul anonim Beowulf este scris.

### Nașteri
- 30 mai: Zhao Zhen, împăratul Renzong al dinastiei Song (d. 1063)
- Adalbero, episcop de Würzburg (d. ?)
- Adalbero III al Luxemburgului, nobil german (d. 1072)
- Akkadevi, prințesa dinastiei Chalukya (d. 1064)
- Anno II, arhiepiscop de Köln (d. ?)
- Arialdo, nobil și diacon italian (d. ?)
- Benno, episcop de Meissen (d. ?)
- Eberhard, arhiepiscop de Trier (d. ?)
- Eleonora Normandiei, contesa Flandrei (d. 1077)
- Gebhard, arhiepiscop de Salzburg (d. ?)
- Gomes Echigues, cavaler și guvernator portughez (d. 1065)
- Honorius II, antipapa Bisericii Catolice (d. ?)
- Ioan al V-lea de Gaeta, nobil italian (d. ?)
- Mihail al IV-lea (Paflagonianul), împărat bizantin (d. 1041)
- Odo (Eudes), nobil francez (d. ?)
- Otloh din Sankt Emmeram, călugăr german (d. ?)
- Siegfried I, nobil german (d. ?)
- Tunka Manin, conducător al Imperiului Ghana (d. 1078)

### Decese
- 14 februarie: Fujiwara no Korechika, nobil japonez (n. 974)
- Abu'l-Nasr Muhammad, conducător farighunid (n. ?)
- Aimoin, călugăr francez și cronicar (n. ?)
- Aisha, poet și scriitor andaluz (n. ?)
- Cathal McConchobar McTaidg, regele Connachtului (n. ?)
- Ælfric al lui Eynsham, stareț și scriitor englez (n. ?)
- Ermengol I (Armengol), conte de Urgell (n. 974)
- John Kourkouas, catepan bizantin (n. ?)
- Maelsuthan Ua Cerbhail, consilier și cronicar irlandez (n. ?)
- Vijayanandi, matematician indian (n. ?)